# Полусовершенное число
Полусоверше́нное число́ — натуральное число, сумма всех или некоторых собственных делителей которого совпадает с самим этим числом.
Первые полусовершенные числа:
6, 12, 18, 20, 24, 28, 30, 36, 40, 42, 48, 54, 56, 60, 66, 72, 78, 80, 84, 88, 90, 96, 100, 102, 104, 108, 112, 114, 120, 126, 132, 138, 140, 144, 150, 156, 160, 162, 168, 174, 176, 180, 186, 192, 196, 198, 200, 204, 208, 210, 216, 220, 222, 224, 228, 234, 240, 246, 252, 258, 260, 264…
Если среди собственных делителей полусовершенного числа нет полусовершенных чисел, такое число называется примитивным полусовершенным числом.
Всякое совершенное число является полусовершенным числом. Всякое полусовершенное число является или избыточным, или совершенным числом (и не может быть недостаточным).
Любое число, кратное полусовершенному числу, также является полусовершенным. Если {\displaystyle k} — натуральное число, а {\displaystyle p} — простое число, причём {\displaystyle 2^{k}<p<2^{k+1}}, то {\displaystyle 2^{k}p} — полусовершенное число.